# Peter van Dalen
Peter van Dalen, né le 3 septembre 1958 à Zwijndrecht, est un homme politique néerlandais. Membre de l'Union chrétienne (CU), il est député européen de 2009 à 2023.

## Biographie
Diplômé en histoire et relations internationales de l'université d'Utrecht, il préside le groupe de la Fédération politique réformatrice (RPF) au conseil municipal de Houten de 1994 à 1998. Élu au Parlement européen lors des élections de 2009 à la tête d'une liste d'union entre l'Union chrétienne et le Parti politique réformé (SGP), il est réélu en 2014 et 2019.
Il siège avec les Conservateurs et réformistes européens (CRE) jusqu'en 2019 avant de rejoindre le groupe du Parti populaire européen (PPE), lorsque son premier groupe accepte l'entrée des députés européens nouvellement élus du Forum pour la démocratie (FvD), ce avec quoi van Dalen est en profond désaccord. Il démissionne de son mandat le 3 septembre 2023.